# Schlenze
De Schlenze is een rivier in Duitsland. De rivier is 15 kilometer lang en mondt nabij Friedeburg uit in de Saale.

## Galerij

De Schlenze
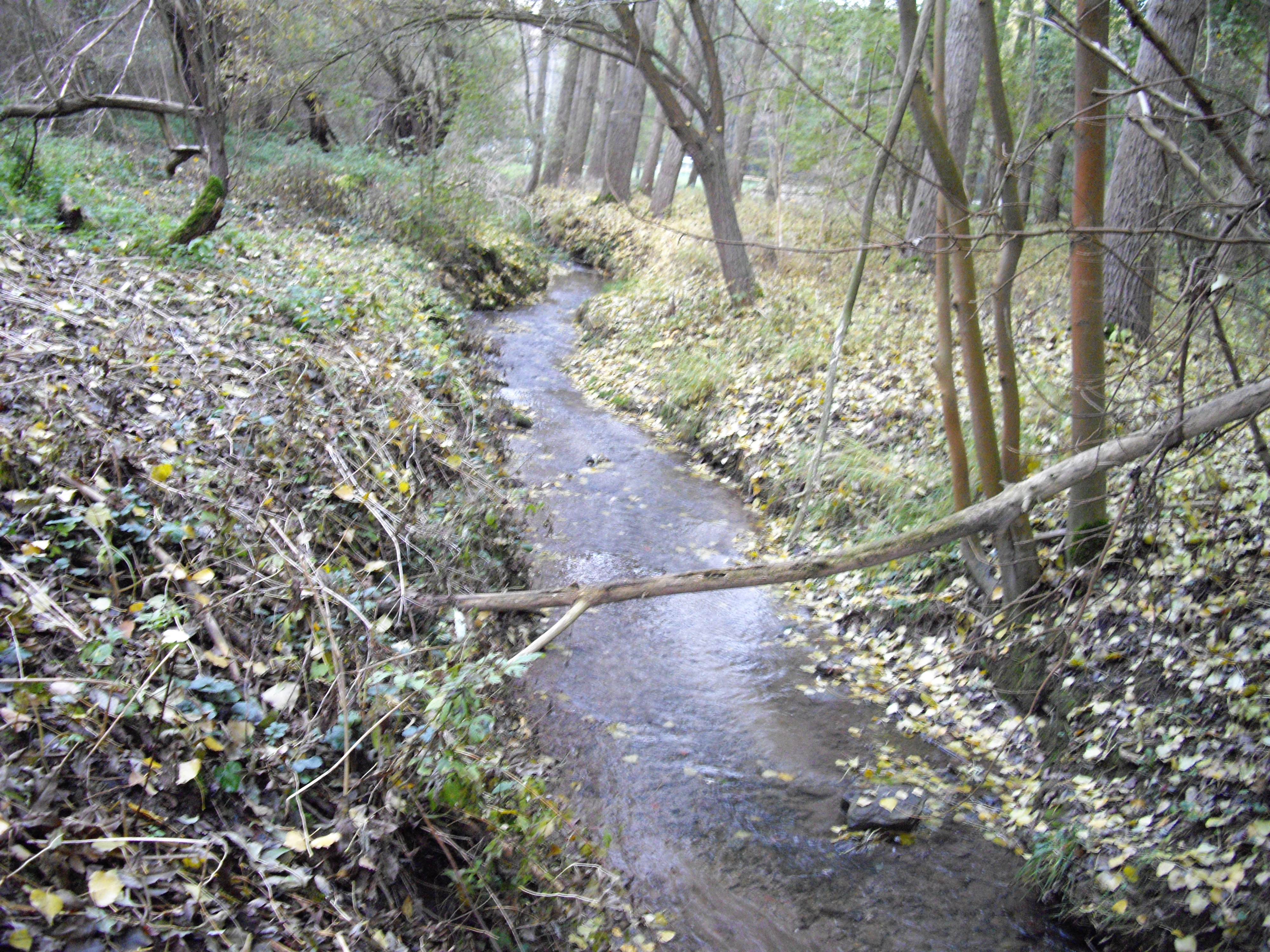
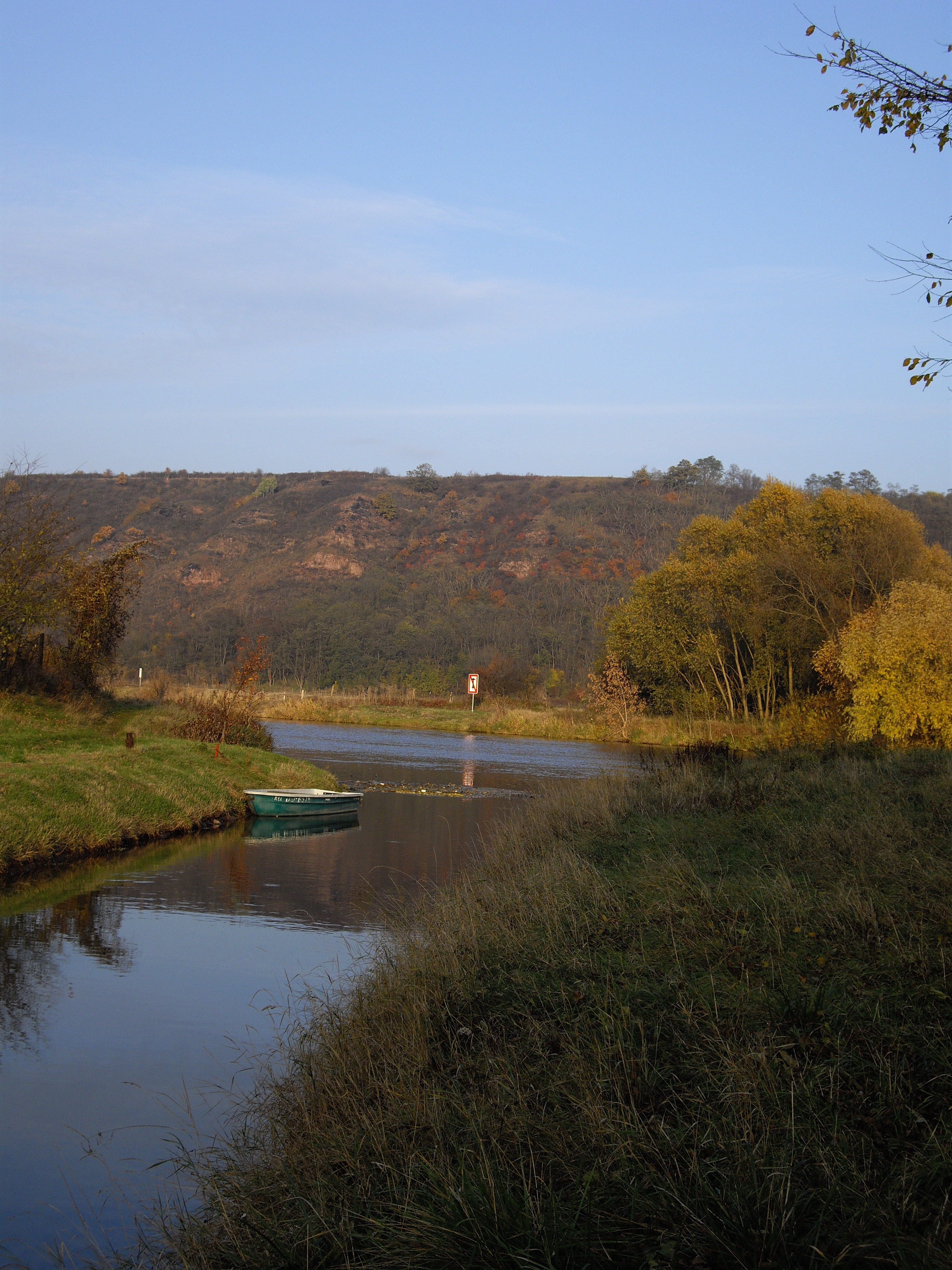
Monding in de Saale
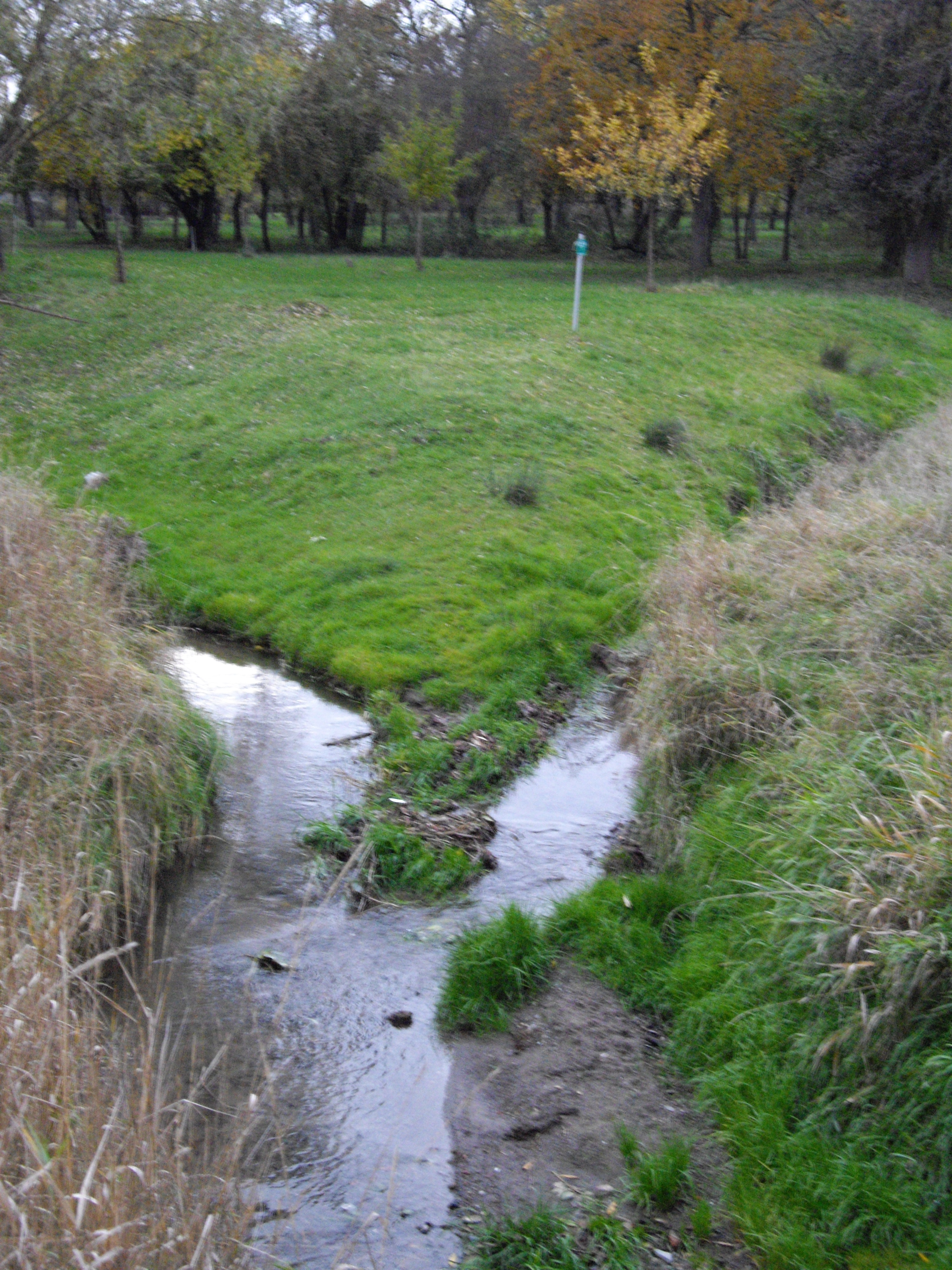
De Schlenze en Lobach komen samen